# Maksymilian Horwitz

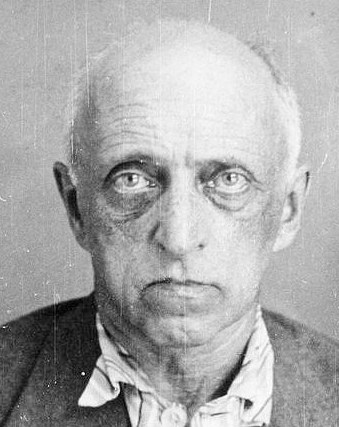
Maksymilian Horwitz, 1937, offizielles Foto des NKWD, im Gefängnis aufgenommen

Maksymilian Horwitz (Parteiname: Henryk Walecki,* 6. September 1877 in Warschau; † 20. September 1937 in Moskau) war ein Anführer und Theoretiker der kommunistischen Bewegung in Polen.

## Leben
Maksymilian Horwitz wurde in Warschau als Sohn von Gustaw Horwitz und Julia Kleinmann in eine jüdische Familie geboren. Zwischen 1893 und 1898 studierte er Mathematik an der Universität Gent.
Er wurde 1906 Mitglied der Sozialistischen Partei Polens – Linke, 1918 der Kommunistischen Partei Polens, in deren Zentralkomitee und Politbüro er saß. Ab 1921 war er Funktionär der Komintern und arbeitete in Spanien, Belgien und Griechenland. Stalin ließ ihn aus der Führung der Partei entfernen. Während des Großen Terrors wurde er im Juni 1937 vom NKWD verhaftet und am 20. September 1937 hingerichtet.